# Йосиф Генезий
Йосиф Генезий (на старогръцки: Ἰωσὴφ Γενέσιος, Genesios, на латински: Josephus Genesius, Josephus Byzantinus) е византийски историк и хронист от първата половина на 10 век.
По поръчка на византийския император Константин VII Багренородни (между 948 – 969) той пише история на императорите (Basileiai) от 9 век (от 813 – 886). Тя започва с Лъв V Арменец и стига до Василий I Македонец, дядото на Константин VII, основателят на македонската династия.
Йоан Скилица споменава и критикува историята на Генезий в предсловието на книгата си Synopsis Historion.

## Издания
- Genesios, Joseph, A. Kaldellis. (trans.): On the reigns of the emperors. Byzantina Australiensia, 11. Canberra: Australian Association for Byzantine Studies, 1998. ISBN 0-9593626-9-X.
- GreekA. Lesmüller-Werner, H. Thurn, Corpus Fontium Historiae Byzantinae, Vol. XIV, Series Berolinensis. Berlin: De Gruyter, 1973. ISSN 0589 – 8048.